# Кашов
Кашов (слч. Kašov) насељено је мјесто са административним статусом сеоске општине (слч. obec) у округу Требишов, у Кошичком крају, Словачка Република.

## Становништво
| Година:    | 1994. | 2004.    | 2014.   | 2024.   |
| ---------- | ----- | -------- | ------- | ------- |
| Број људи: | 354   | 278      | 288     | 294     |
| Разлика:   |       | -21,46 % | +3,59 % | +2,08 % |

| Година:    | 2023. | 2024.   |
| ---------- | ----- | ------- |
| Број људи: | 288   | 294     |
| Разлика:   |       | +2,08 % |

Према подацима о броју становника из 2011. године насеље је имало 282 становника.